# تست بتا
بتا تست فیلمی ساخته شده در سال ۲۰۱۶ در آمریکا است. نویسندگی، تهیه کنندگی و کارگردانی این فیلم را نیکولاس گینی بر عهده دارد.این فیلم در تاریخ ۲۲ ژوئیه ۲۰۱۶ اکران شد.

## داستان
یک گیمر بازی های رایانه ای به نام مکس تروی، چیز جدید و البته نگران کننده ای را در مورد یک بازی تیر اندازی جدید کشف می کند؛ اینکه حوادثی که در بازی رخ می دهد، به مانند آینه ای در دنیای واقعی منعکس می شوند و نیز شخصیت اصلی بازی در واقع از طرف یک شخص واقعی، از راه دور کنترل می شود. فردی به نام اورسن کیش که سابقاً کارمند بوده است. اکنون توطئه ای در حال وقوع است که باید هر چه زودتر با آن مقابله شود …